# Nebulizador

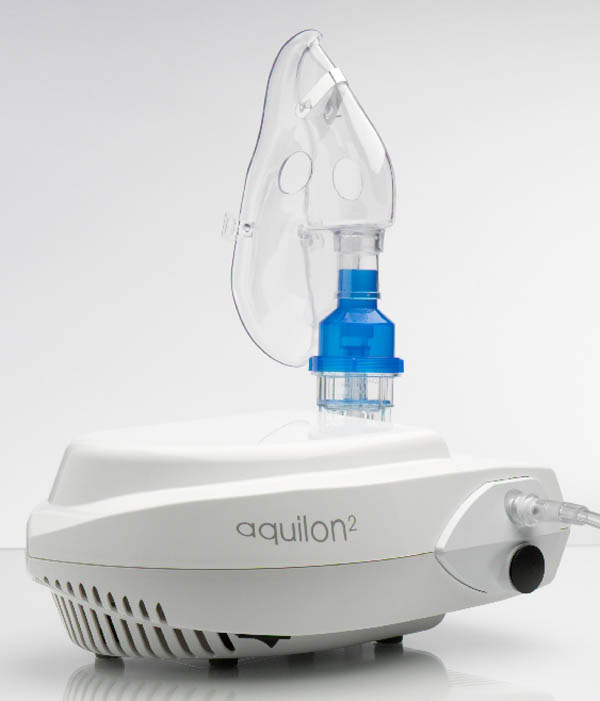
Un nebulizador conectado a un compresor

Un nebulizador es un aparato que divide los medicamentos líquidos en muy pequeñas gotas. La nube, se conduce por un tubo de plástico que está unido en uno de sus extremos a la salida del aparato y en el otro a una pieza plástica que se coloca sobre la boca o se introduce en las fosas nasales.

## Composición
- Compresor.
- Tubo transparente.
- Cámara dosificadora o de vaporización.
- Mascarilla o Pipeta de inhalación.

## Funcionamiento
El aire ingresa a una cámara por medio de un orificio el cual posee un filtro que evita el pasaje de macropartículas (pelusa atmosférica, polvo en suspensión, etc).
Este aire es introducido de manera forzada por un motor que en algunos casos produce succión mediante una membrana que oscila a altas frecuencias en el interior de la cámara de compresión.
Luego de pasar por la cámara, el aire es expelido en dirección a un orificio de salida.
Al salir de la cámara de compresión, el aire comprimido lleva diferentes presiones dentro del tubo que conecta al compresor con la cámara de dosificación.
Esto produce agitación del líquido contenido en la cámara y al agitarlo, este desprende gotas de diferente diámetro.
Las gotas más pesadas precipitan dentro de la cámara y repiten el proceso hasta que el tamaño de la partícula en suspensión es el apropiado para que la corriente de aire saliente la arrastre hacia la mascarilla
Cada nebulizador tiene un tamaño de partícula diferente para finalidades diferentes.
El tamaño de la partícula depende del método de compresión y el diseño de la cámara de dosificación.